# Schlacht von Lođa
Die Schlacht von Lođa (serbisch Бој на лођи Boj na Lođi; albanisch Beteja e Loxhës) wurde während des Kosovokrieges im Dorf Lođa (albanisch: Logja oder Loxha) ausgetragen, zunächst vom 6. bis 12. Juli 1998 und dann erneut vom 10. bis 17. August 1998. Dabei kämpfte die Jugoslawische Volksarmee gegen die kosovarische Befreiungsarmee UÇK und die Streitkräfte der Republik Kosovo (FARK). Logja ist ein Dorf mit damals rund 2800 Einwohnern südöstlich an die Stadt Peja angrenzend.
Die erste Schlacht war eine Operation zur Gegenattacke gegen die albanischen Rebellen, nachdem zwei jugoslawische Polizisten, die in der Gegend patrouillierten, getötet worden waren. Sie endete mit einem Sieg der UÇK, während die zweite Operation mit einem Sieg der jugoslawischen Sicherheitskräfte endete.
Alle 284 Häuser des Dorfes inklusive der Moschee wurden von der serbischen Polizei anschließend mit Bulldozern zerstört.